# Цех, Альфред
Альфред Цех (нем. Alfred Zech, другое написание фамилии — Чех (нем. Alfred Czech); 12 октября 1932 — 13 июня 2011) — немецкий мальчик, награждённый в 1945 году Железным крестом 2-го класса в возрасте 12 лет, лично самим Адольфом Гитлером.

## Биография
Родился в городе Гольденау в Верхней Силезии (ныне Злотники, Опольское воеводство, Польша). Член юнгфолька. В 1945 году во время обороны Гольденау видел, как 12 немецких солдат были ранены после разрыва осколочной гранаты; вопреки запретам матери, он угнал тележку отца и на ней вывез восемь раненых солдат, а затем ещё раз съездил на ней, чтобы спасти оставшихся четверых.
Согласно воспоминаниям Цеха, через несколько дней на их семейную ферму приехал генерал, который предложил мальчику приехать в Берлин для встречи с фюрером. Ранее ошибочно утверждалось, что награда (Железный крест 2-го класса) была вручена на церемонии по случаю дня рождения Гитлера 20 апреля 1945 года. Однако, была обнародована видеоплёнка подтверждающая, что на самом деле это происходило 20 марта. На церемонии Цеха спросили, хотел бы он вернуться домой или продолжить службу, и Цех выбрал второе. Фотографии мальчика попали в Buro Laux, агентство Министерства иностранных дел Рейха, а позже через Pressens Bild попали в Associated Press.
Цех служил в немецкой части, сражавшейся под Фройденталем. Он был ранен и попал в плен, однако в 1947 году был освобождён. Ему пришлось пройти 400 км до родного дома, где ему рассказали, что его отец вступил в фольксштурм и погиб в бою в последние дни войны. Территория Верхней Силезии, где проживали родители Цеха, после войны отошла к Польше и Цеху пришлось вступить в Польскую объединённую рабочую партию, чтобы затем получить право на выезд из страны. В 1964 году он уехал в ФРГ, где трудился разнорабочим. Состоял в браке, в котором воспитал 10 детей. Скончался 13 июня 2011 года на 79 году жизни в городе Хюккельхофене, похоронен со своей женой Гертрудой на местном небольшом кладбище в Клайнгладбахе.